# Pasadena Challenger 1978
Il Pasadena Challenger 1978 è stato un torneo di tennis facente parte della categoria ATP Challenger Series nell'ambito dell'ATP Challenger Series 1978. Il torneo si è giocato a Pasadena negli Stati Uniti dal 22 al 28 ottobre 1978 su campi in cemento.

## Vincitori

### Singolare
Jorge Andrew ha battuto in finale  John Chris Lewis con il punteggio di 5–7, 6–3, 6–3

### Doppio
Tom Leonard /  Jerry Van Linge hanno battuto in finale  Warren Eber /  Glen Holroyd con il punteggio di 6–3, 7–6